# Pierre George
Pierre George (París, 11 de octubre de 1909 - Châtenay-Malabry, 11 de septiembre de 2006), fue un geógrafo francés.
Obtuvo la agregación de historia y geografía, pasando a dar clases en el Pritaneo Nacional Militar de la Flèche, en el lycée de Montpellier, en los lycées Charlemagne de París y Lakanal de Sceaux (Hauts-de-Seine). Realizó su tesis doctoral con un estudio regional sobre la región del Bajo Ródano), en 1934. Pasó a dar clases en la universidad, como maître de conférence en Lille (1946 - 1948) y en la Sorbonne (1948 - 1953). Obtuvo el cargo de professeur en 1953 y continuó su docencia de geografía humana en la Sorbonne hasta 1977. De 1973 a 1977 dirigió el Instituto de Demografía de la Universidad de París. De 1946 a 1978 impartió clases en el Instituto de Estudios Políticos de París. 
Muy a menudo impartió clases fuera de Francia: Túnez (1961, 1963, 1964), Salvador de Bahía (1962), Buenos Aires y La Plata (1965, 1969), Valparaíso (1966), Montreal (1967), São Paulo (1968), Ottawa (1973, 1975), Toronto (1975), Caracas (1977), México (1978, 1980, 1982, 1984). 
Miembro del Comité de Vigilancia de los Intelectuales Antifascistas, se adhirió al Partido Comunista Francés en 1936. Su interés por la Unión Soviética le llevó a aprender ruso, lo que le permitió revisar los artículos relativos a ese país en la Bibliographie géographique internationale. En 1947 publicó la primera obra importante de geografía de la Unión Soviética en lengua francesa. En 1951 publicó en el Institut national d'études démographiques una Introduction à l'étude géographique de la population dans le monde, en colaboración con el demógrafo Alfred Sauvy, que continuará en años posteriores.
En 1995 publicó Le Temps des collines en La Table Ronde. Escribió numerosos manuales de la serie « Que sais-je? » de Presses universitaires de France. También alcanzaron gran difusión Géographie active (1965) y el Dictionnaire de la Géographie (1970, en el que actuó como director).
Fue elegido miembro de la Académie des sciences morales et politiques en 1980 en sustitución del historiador Marcel Dunan. Entre otros premios, obtuvo en 1988 el Prix Northern Telecom en études canadiennes.
Pierre George legó su biblioteca personal al servicio común de la documentación de la Universidad de Aviñón.

## Publicaciones
- 1935 - La Région du Bas-Rhône, étude de géographie régionale (thèse).
- 1935 - Trois rivières de Bocage (en collaboration).
- 1936 - La Forêt de Bercé (thèse complémentaire).
- 1938 - Études géographiques sur le Bas-Languedoc.
- 1938 - Géographie économique et sociale de la France.
- 1941 - Les Pays de la Saône et du Rhône.
- 1942 - Géographie des Alpes.
- 1945 - Géographie sociale du monde.
- 1945 - L'Économie de l'URSS, «Que sais-je?».
- 1946 - L'Économie des États-Unis.
- 1946 - Géographie agricole du monde.
- 1946 - Les Régions polaires.
- 1947 - Le Problème allemand en Tchécoslovaquie.
- 1947 - Géographie industrielle du monde.
- 1947 - L'URSS.
- 1947 - Problèmes de la paix (en collaboration).
- 1949 - L'Économie de l'Europe centrale, slave et danubienne.
- 1950 - Géographie de l'énergie.
- 1951 - Introduction à l'étude géographique de la population du monde.
- 1952 - La Ville, le fait urbain à travers le monde.
- 1952 - Les Grands Marchés du monde.
- 1954 - L'Europe centrale, 2 volumes (en collaboration).
- 1956 - La Campagne. Le fait rural à travers le monde.
- 1956 - Précis de géographie économique.
- 1959 - Questions de géographie de la population.
- 1959 - La Région parisienne (en collaboration).
- 1961 - Précis de géographie urbaine.
- 1963 - Géographie de la consommation.
- 1963 - Géographie de l'URSS, «Que sais-je?».
- 1963 - Précis de géographie rurale.
- 1963 - Panorama du monde actuel.
- 1964 - Géographie active (en collaboration).
- 1964 - L'Europe des marchands et des navigateurs (en collaboration).
- 1965 - Géographie de la population.
- 1965 - Géographie de l'Italie.
- 1966 - Sociologie et géographie.
- 1967 - La France.
- 1967 - Belgique, Pays-Bas, Luxembourg (en collaboration).
- 1967 - Les Républiques socialistes d'Europe centrale (en collaboration).
- 1968 - L'Action humaine.
- 1969 - Population et peuplement.
- 1970 - Les Méthodes de la géographie.
- 1970 - Dictionnaire de la géographie (en collaboration).
- 1971 - Géographie des États-Unis.
- 1971 - L'Environnement.
- 1973 - Géographie de l'électricité.
- 1974 - L'Ère des techniques : constructions ou destructions ?.
- 1976 - Les Migrations internationales de populations.
- 1978 - Les Populations actives : essai sur la géographie du travail.
- 1979 - Le Québec.
- 1980 - Société en mutation.
- 1981 - Géographie des inégalités.
- 1982 - Fin de siècle en Occident; déclin ou métamorphose ?.
- 1984 - Géopolitique des minorités.
- 1986 - L'Immigration en France.
- 1989 - La Terre et les hommes, atelier des géographes.
- 1989 - Avignon, une ville du passé et du présent.
- 1990 - Le Métier de géographe : un demi-siècle de géographie.
- 1992 - La Géographie à la poursuite de l'histoire.
- 1994 - Chronique géographique du s. XX.
- 1995 - Le Temps des collines.